# Consonante epiglotal
Una consonante epiglotal es una consonante articulada con los pliegues ariepiglóticos (véase laringe) en contra de la epiglotis. En ocasiones se les llaman consonantes ariepiglotales.

## Consonantes epiglotales en el AFI
Las consonantes epiglotales identificadas por el Alfabeto Fonético Internacional son:
| AFI | Descripción                              | Ejemplo  | Ejemplo    | Ejemplo | Ejemplo      |
| --- | ---------------------------------------- | -------- | ---------- | ------- | ------------ |
| AFI | Descripción                              | Lenguaje | Ortografía | AFI     | Significado  |
|     | oclusiva epiglotal                       | Aghul    |            | jaʡ     | centro       |
|     | fricativa epiglotal sonora o aproximante | Árabe    | تَعَشَّى       | tɑʢɑʃʃæ | para la cena |
|     | fricativa epiglotal sorda                | Aghul    |            | mɛʜ     | suero        |

- Una oclusiva epiglotal no es posible. Cuando se pronuncia intervocálicamente en Dahalo, por ejemplo, se convierte en una consonante vibrante simple.
- Aunque tradicionalmente se coloque en la fila fricativa de la tabla AFI, [ʢ] es por lo general una aproximante. El símbolo del IFA es ambiguo, pero ningún lenguaje distingue una fricativa y una aproximante en este lugar de articulación.

## Características
Las epiglotales no son conocidas en muchos lenguajes. Esto puede dificultar su reconocimiento para los lingüistas que hablan idiomas europeos. En varias ocasiones, cuando supuestas consonantes faríngeas fueron registradas, resultaron ser epiglotales. Este fue el caso para Dahalo, por ejemplo.
Las epiglotales son primariamente conocidas en el Oriente Medio (en lenguas semíticas) y la Columbia Británica de Canadá, pero pueden ocurrir en cualquier lugar. Es probable que varias de las lenguas de los salish o wakashan de Columbia Británica de las que se reportaron tener "faríngeas" en realidad tendrían epiglotales, y lo mismo puede decirse de algunas lenguas del Cáucaso.